# Вермілліон (Міннесота)
Вермілліон (англ. Vermillion) — місто (англ. city) в США, в окрузі Дакота штату Міннесота. Населення — 441 особа (2020).

## Географія
Вермілліон розташований за координатами 44°40′11″ пн. ш. 92°57′48″ зх. д. / 44.66972° пн. ш. 92.96333° зх. д. (44.669775, -92.963432).  За даними Бюро перепису населення США в 2010 році місто мало площу 2,51 км², з яких 2,49 км² — суходіл та 0,02 км² — водойми.

## Демографія
Згідно з переписом 2010 року, у місті мешкало 419 осіб у 156 домогосподарствах у складі 121 родини. Густота населення становила 167 осіб/км².  Було 162 помешкання (65/км²).
Расовий склад населення:
| - 96,4 % — білих - 1,4 % — азіатів - 0,2 % — чорних або афроамериканців |

До двох чи більше рас належало 1,9 %. Частка іспаномовних становила 0,2 % від усіх жителів.
За віковим діапазоном населення розподілялося таким чином: 22,2 % — особи молодші 18 років, 66,1 % — особи у віці 18—64 років, 11,7 % — особи у віці 65 років та старші. Медіана віку мешканця становила 40,6 року. На 100 осіб жіночої статі у місті припадало 110,6 чоловіків;  на 100 жінок у віці від 18 років та старших — 106,3 чоловіків також старших 18 років.
Середній дохід на одне домашнє господарство  становив 86 615 доларів США (медіана — 76 111), а середній дохід на одну сім'ю — 91 655 доларів (медіана — 78 438). Медіана доходів становила 52 000 доларів для чоловіків та 39 861 долар для жінок. За межею бідності перебувало 2,1 % осіб, у тому числі 3,3 % дітей у віці до 18 років та 0,0 % осіб у віці 65 років та старших.
Цивільне працевлаштоване населення становило 288 осіб. Основні галузі зайнятості: освіта, охорона здоров'я та соціальна допомога — 20,1 %, виробництво — 14,9 %, транспорт — 14,2 %.